# Heterusia columbi
Heterusia columbi är en fjärilsart som beskrevs av Thierry-mieg 1893. Heterusia columbi ingår i släktet Heterusia och familjen mätare. Inga underarter finns listade i Catalogue of Life.